# Campana (Alta Córsega)
Campana é uma comuna francesa na região administrativa de Córsega, no departamento da Alta Córsega. Estende-se por uma área de 2,37 km². 